# Gravtjärnen (Floda socken, Dalarna)
Gravtjärnen är en sjö i Gagnefs kommun i Dalarna och ingår i Norrströms huvudavrinningsområde. Sjöns area är 0,019 kvadratkilometer och den är belägen 247 meter över havet.